# Acrodontium salmoneum
Acrodontium salmoneum är en svampart som beskrevs av de Hoog 1972. Acrodontium salmoneum ingår i släktet Acrodontium, divisionen sporsäcksvampar och riket svampar.   Inga underarter finns listade i Catalogue of Life.